# Ernesto de la Guardia
Ernesto de la Guardia, né le 30 mai 1904 à Panama et mort le 2 mai 1983 dans la même ville, est un homme politique panaméen, président du Panama du 1er octobre 1956 au 1er octobre 1960.